# Aldosen

Vergleich einer Aldose (links, Beispiel D-Glucose) mit einer Ketose (rechts, Beispiel D-Fructose). Bei allen Aldosen ist das Kohlenstoffatom 1 Bestandteil der Carbonylfunktion eines Aldehyds.

Aldosen (Polyhydroxyaldehyde) sind Kohlenhydrate aus der Gruppe der Monosaccharide. Sie enthalten eine namensgebende Aldehydgruppe und unterscheiden sich damit von den Ketosen, die eine Ketogruppe tragen (siehe Abbildung). Ein wichtiger Vertreter der Aldosen ist die D-Glucose.
Durch den Vorsatz „Aldo-“ wird die Zugehörigkeit zu den Aldosen kenntlich gemacht: Man spricht beispielsweise von Aldohexosen oder Aldopentosen.
Die Oxidation der Aldehydgruppe der Aldosen liefert Aldonsäuren, ihre Reduktion Alditole. Die spezifische Oxidation der primären Alkohol-Gruppe liefert Uronsäuren.

„Stammbaum“ der D-Aldosen. Durch Anhängen von (HC–OH)-Gruppen verlängert sich das Grundgerüst, so dass weitere Zucker abgeleitet werden können (von Triosen mit drei Kohlenstoffatomen bis Hexosen mit sechs Kohlenstoffatomen). Dabei ist die Drehrichtung polarisierten Lichtes mit (+) bzw. (−) angegeben.
(1) D-(+)-Glycerinaldehyd;
(2a) D-(−)-Erythrose; (2b) D-(−)-Threose;
(3a) D-(−)-Ribose; (3b) D-(−)-Arabinose; (3c) D-(+)-Xylose; (3d) D-(−)-Lyxose;
(4a) D-(+)-Allose; (4b) D-(+)-Altrose; (4c) D-(+)-Glucose; (4d) D-(+)-Mannose; (4e) D-(−)-Gulose; (4f) D-(−)-Idose; (4g) D-(+)-Galactose; (4h) D-(+)-Talose